# Lijst van onroerend erfgoed in Zuidschote
Een overzicht van het onroerend erfgoed in de deelgemeente Zuidschote in de gemeente Ieper. Het onroerend erfgoed maakt onderdeel uit van het cultureel erfgoed in België.
| Object                                                                   | Erfgoedstatus? | Bouwjaar of architect | Deelgemeente | Adres                  | Coördinaten                   | Nummer? | Afbeelding                                                               |
| ------------------------------------------------------------------------ | -------------- | --------------------- | ------------ | ---------------------- | ----------------------------- | ------- | ------------------------------------------------------------------------ |
| Gedenkkruis voor de slachtoffers van de eerste gasaanval (22 april 1915) | Monument       |                       | Zuidschote   | Diksmuidseweg          | 50° 55' 5" NB, 2° 50' 28" OL  | 44044   | Gedenkkruis voor de slachtoffers van de eerste gasaanval (22 april 1915) |
| Hoeve Relemeershof                                                       |                |                       | Zuidschote   | Karabiniersstraat 13   | 50° 55' 8" NB, 2° 49' 44" OL  | 44046   | Hoeve Relemeershof                                                       |
| Hoeve Schutsgaarde                                                       |                |                       | Zuidschote   | Karabiniersstraat 6    | 50° 55' 2" NB, 2° 49' 49" OL  | 44047   | Hoeve Schutsgaarde                                                       |
| Hoeve Rozendaele                                                         |                |                       | Zuidschote   | Middelstraat 5         | 50° 55' 38" NB, 2° 49' 44" OL | 44048   | Hoeve Rozendaele                                                         |
| Hoeve Noord-Bellegoed                                                    |                |                       | Zuidschote   | Middelstraat 8         | 50° 55' 51" NB, 2° 49' 41" OL | 44049   | Hoeve Noord-Bellegoed                                                    |
| Hoeve De koppelhofsteê                                                   |                |                       | Zuidschote   | Middelstraat 10        | 50° 55' 54" NB, 2° 49' 36" OL | 44050   | Hoeve De koppelhofsteê                                                   |
| Hoeve 't Noordhof                                                        |                |                       | Zuidschote   | Ooststraat 1           | 50° 56' 6" NB, 2° 49' 36" OL  | 44051   | Hoeve 't Noordhof                                                        |
| Palinkhoeve                                                              |                |                       | Zuidschote   | Ooststraat 2           | 50° 55' 34" NB, 2° 50' 10" OL | 44052   | Palinkhoeve                                                              |
| Hoeve Meierstede                                                         |                |                       | Zuidschote   | Steenstraat 43         | 50° 54' 24" NB, 2° 49' 14" OL | 44053   | Hoeve Meierstede                                                         |
| Hoeve 't Lantshof                                                        |                |                       | Zuidschote   | Steenstraat 45         | 50° 54' 27" NB, 2° 49' 22" OL | 44054   | Hoeve 't Lantshof                                                        |
| Sociale woonhuizen van 1923                                              |                |                       | Zuidschote   | Steenstraat 73-75      | 50° 54' 59" NB, 2° 50' 15" OL | 44055   | Sociale woonhuizen van 1923                                              |
| Gedenkteken voor de Gebroeders Van Raemdonck en Amé Fiévez               | Monument       |                       | Zuidschote   | Van Raemdonckstraat    | 50° 55' 36" NB, 2° 50' 23" OL | 44056   | Gedenkteken voor de Gebroeders Van Raemdonck en Amé Fiévez               |
| Parochiekerk Sint-Leonardus                                              |                |                       | Zuidschote   | Zuidschote-Dorp        | 50° 54' 48" NB, 2° 49' 43" OL | 44057   | Parochiekerk Sint-Leonardus                                              |
| Pastorie                                                                 |                |                       | Zuidschote   | Zuidschote-Dorp 13     | 50° 54' 46" NB, 2° 49' 44" OL | 44058   | Pastorie                                                                 |
| Onderwijzerswoning 't Zonneoogje en gemeenteschool                       |                |                       | Zuidschote   | Zuidschote-Dorp 15-17  | 50° 54' 47" NB, 2° 49' 40" OL | 44059   | Onderwijzerswoning 't Zonneoogje en gemeenteschool                       |
| Zusterhuis en zusterschool                                               |                |                       | Zuidschote   | Zuidschotestraat 11-13 | 50° 54' 46" NB, 2° 49' 50" OL | 44060   | Zusterhuis en zusterschool                                               |
| Demarcatiepaal 4                                                         | Monument       |                       | Zuidschote   | Lotzstraat             |                               | 201177  | Demarcatiepaal 4                                                         |
| Van Raemdonckhoeve                                                       |                |                       | Zuidschote   | Van Raemdonckstraat 3  |                               | 212751  | Van Raemdonckhoeve                                                       |
| Zuidschote Churchyard                                                    |                |                       | Zuidschote   | Zuidschote-Dorp        | 50° 54' 49" NB, 2° 49' 42" OL | 213338  | Zuidschote Churchyard                                                    |
| Grot uit abristenen                                                      |                |                       | Zuidschote   | Zuidschote-Dorp        |                               | 213354  | Grot uit abristenen                                                      |
| Mitrailleurspost Withof                                                  |                |                       | Zuidschote   | Grenadiersstraat 4     |                               | 213402  | Mitrailleurspost Withof                                                  |
| Geschutspost                                                             |                |                       | Zuidschote   | Oostpoezelstraat       |                               | 213403  | Geschutspost                                                             |
| Geallieerde militaire constructie Lizerne                                |                |                       | Zuidschote   | Steenstraat            |                               | 213404  | Geallieerde militaire constructie Lizerne                                |
| Bunker                                                                   |                |                       | Zuidschote   | Diksmuidseweg 509      |                               | 213546  | Bunker                                                                   |
| Gedenkteken militaire & burgerlijke slachtoffers                         |                |                       | Zuidschote   | Zuidschote-Dorp        |                               | 213632  | Gedenkteken militaire & burgerlijke slachtoffers                         |
| Obelisk voor Grenadiers en Eerste Gasaanval                              |                |                       | Zuidschote   | Grenadiersstraat       |                               | 213635  | Obelisk voor Grenadiers en Eerste Gasaanval                              |
| Franse betonconstructie La Gauloise                                      | Monument       |                       | Zuidschote   | Karabiniersstraat 6    |                               | 213654  | Franse betonconstructie La Gauloise                                      |
| Laad- en loskaai van Steenstratebrug                                     |                |                       | Zuidschote   | Diksmuidseweg          |                               | 214044  | Laad- en loskaai van Steenstratebrug                                     |